# Notopleura ifniensis
Notopleura ifniensis är en insektsart som beskrevs av Bolívar, I. 1936. Notopleura ifniensis ingår i släktet Notopleura och familjen gräshoppor. Inga underarter finns listade i Catalogue of Life.